# Kubok Ukraïny 2013-2014
La Kubok Ukraïny 2013-2014 (in ucraino Кубок України?) è stata la 23ª edizione del torneo. La competizione è iniziata il 24 luglio 2013 ed è terminata il 15 maggio 2014. La Dinamo Kiev ha vinto il trofeo per la decima volta nella sua storia.

## Primo turno preliminare
| Squadra 1              | Risultato   | Squadra 2          |
| ---------------------- | ----------- | ------------------ |
| 24 luglio 2013         |             |                    |
| Nove Zhyttia Andriivka | 0 - 1 (dts) | Obolon'-Brovar     |
| Karlivka               | 4 - 0       | Makiïvvuhillja     |
| ODEK Orzhiv            | 0 - 3       | Enerhiya Mykolajiv |

## Secondo turno preliminare
| Squadra 1              | Risultato       | Squadra 2            |
| ---------------------- | --------------- | -------------------- |
| 7 agosto 2013          |                 |                      |
| UkrAhroKom             | 1 - 0           | Naftovyk-Ukrnafta    |
| Zirka                  | 2 - 1 (dts)     | Stal' Alčevs'k       |
| Hirnyk-Sport           | 1 - 2           | Enerhiya Mykolajiv   |
| Šachtar Sverdlov'sk    | 4 - 0           | Krystal Cherson      |
| Real Farma Ovidiopol'  | 2 - 3 (dts)     | Slavutyč Čerkasy     |
| Karlivka               | 2 - 4           | Hirnyk Kryvyj Rih    |
| Dynamo Chmel'nyc'kyj   | 0 - 2           | Avanhard Kramators'k |
| Olimpik Donec'k        | 1 - 1 (3-5 dcr) | Oleksandrija         |
| Sumy                   | 0 - 1           | Bukovyna Černivci    |
| Obolon'-Brovar         | 1 - 1 (2-4 dcr) | Myr Hornostajivka    |
| Arsenal Bila Cerkva    | 0 - 1           | Ternopil'            |
| Kremin' Kremenčuk      | 0 - 1           | Nyva Ternopil'       |
| Stal' Dniprodzeržyns'k | 1 - 0           | Helios Charkiv       |
| Enerhija Nova Kachovka | 1 - 3           | Desna Černihiv       |
| Mykolaïv               | 3 - 2 (dts)     | Tytan Armjans'k      |
| Skala 1911 Stryj       | 0 - 3           | Poltava              |

## Sedicesimi di finale
| Squadra 1              | Risultato   | Squadra 2           |
| ---------------------- | ----------- | ------------------- |
| 25 settembre 2013      |             |                     |
| Šachtar Sverdlov'sk    | 3 – 1       | Myr Hornostajivka   |
| Hirnyk Kryvyj Rih      | 1 – 2 (dts) | Desna Černihiv      |
| Mykolaïv               | 2 – 1 (dts) | Zirka               |
| Hoverla                | 0 – 1       | Arsenal Kiev        |
| Avanhard Kramators'k   | 3 – 1 (dts) | Zorja               |
| Enerhiya Mykolajiv     | 0 – 4       | Čornomorec'         |
| Bukovyna Černivci      | 0 – 2       | Dnipro              |
| Stal' Dniprodzeržyns'k | 1 – 2       | Metalurh Zaporižžja |
| Slavutyč Čerkasy       | 3 – 1       | Tavrija             |
| Ternopil'              | 4 – 3 (dts) | Poltava             |
| Oleksandrija           | 1 – 4 (dts) | Metalist            |
| Vorskla                | 2 – 1 (dts) | Volyn'              |
| Dinamo Kiev            | 3 – 2       | Metalurh Donec'k    |
| Illičivec'             | 0 – 3       | Šachtar             |
| Karpaty                | 1 – 0       | Sevastopol'         |
| 26 settembre 2013      |             |                     |
| Nyva Ternopil'         | 3 – 0       | UkrAhroKom          |

## Ottavi di finale
| Squadra 1           | Risultato       | Squadra 2            |
| ------------------- | --------------- | -------------------- |
| 29 ottobre 2013     |                 |                      |
| Mykolaïv            | 0 – 3           | Šachtar              |
| Nyva Ternopil'      | -               | Arsenal Kiev         |
| 30 ottobre 2013     |                 |                      |
| Šachtar Sverdlov'sk | 0 – 4           | Dinamo Kiev          |
| Desna Černihiv      | 1 – 1 (5-4 dcr) | Metalurh Zaporižžja  |
| Slavutyč Čerkasy    | 1 – 0           | Avanhard Kramators'k |
| Ternopil'           | 1 – 1 (3-1 dcr) | Vorskla              |
| Čornomorec'         | -               | Dnipro               |
| Karpaty             | 0 – 2           | Metalist             |

## Quarti di finale
| Squadra 1        | Risultato       | Squadra 2      |
| ---------------- | --------------- | -------------- |
| 26 marzo 2014    |                 |                |
| Slavutyč Čerkasy | 1 – 1 (4-3 dcr) | Nyva Ternopil' |
| Desna Černihiv   | 0 – 2           | Šachtar        |
| Metalist         | 2 – 3           | Dinamo Kiev    |
| Ternopil'        | 0 – 1           | Čornomorec'    |

## Semifinali
| Squadra 1        | Risultato   | Squadra 2   |
| ---------------- | ----------- | ----------- |
| 7 maggio 2014    |             |             |
| Dinamo Kiev      | 4 – 0       | Čornomorec' |
| Slavutyč Čerkasy | 0 – 3 (dts) | Šachtar     |

## Finale
| Arbitro: | Jurij Možarovs'kyj (Leopoli) |

|                            |           |           |
| Kucher 40’ (aut.) Vida 43’ | Marcatori | 57’ Costa |